# Властимил Бубник
Властіміл Бубник (чеськ. Vlastimil Bubník; 18 березня 1931, Кельч, Всетін, Злінський край, Чехословаччина — 6 січня 2015, Брно, Чехія) — чехословацький хокеїст і футболіст. Грав у нападі.
Один з найкращих гравців в історії чехословацького хокею. З 1997 року член зали слави ІІХФ, а з 2008 — зали слави чеського хокею.

## Футбольна кар'єра
За національну збірну грав на першому чемпіонаті Європи. У переможному матчі за бронзові нагороди забив перший м'яч у ворота французької збірної. У головній команді країни, за чотири роки (1957—1960), провів 11 матчів (4 голи).

## Хокейна кар'єра
В чемпіонаті 1949/50 дебютував у СК «Кралове Поле». В цьому клубові загалом провів чотири сезони. В 1951 році команда здобула бронзові нагороди національного чемпіонату.
У 1953 переходить до новоствореної команди — «Руда гвезда», яка підпорядковувалася міністерству внутрішніх справ. За 13 сезонів у лізі здобув одинадцять золотих нагород; та по одній срібного та бронзового ґатунку. Протягом всього часу був одним із лідерів колективу. Відзначився трьома закинутими шайбами у фінальній серії першого розіграшу кубка європейських чемпіонів проти німецького «Фюссена». ЗКЛ (так команда називалася з 1962 року) переміг в усіх чотирьох матчах фіналу. Всього в чехословацькій хокейній лізі провів 304 гри та забив 300 голів. Входить до двадцятки найкращих снайперів в історії чемпіонатів Чехословаччини та Чехії.
В 1966—1968 роках грав за команду другого дивізіону ВЖКГ (Острава). Останні три сезони провів у австрійському «Фельдкірхі».

### Виступи у збірній
Репресії 1950 року комуністичного уряду Чехословаччини проти провідних хокеїстів країни не зачепили Властіміла Бубника. На той час він був занадто молодим і не викликався до збірної. Свій перший матч за головну команду країни провів наступного року.
В національній збірній грав до 1964 року. Чотири рази був учасником Олімпійських ігор (1952, 1956, 1960, 1964). На останньому турнірі збірна Чехословаччини здобула бронзові нагороди. Разом з канадцем Гаррі Вотсонем та радянським спортсменом Валерієм Харламовим тривалий час був рекордсменом хокейних турнірів на Олімпійських іграх по кількості набраних очок (по 36). Лише в 2010 році, у Ванкувері, Теему Селянне перевершив це досягнення.
Брав участь у дев'яти чемпіонатах світу та Європи (1952—1956, 1960, 1961, 1963, 1964). Другий призер чемпіонату світу 1961; третій — 1955, 1963, 1964. На чемпіонатах Європи — одна золота (1961), три срібні (1952, 1955, 1960) та чотири бронзові (1954, 1956, 1963, 1964) нагороди.
В 1961 році був визнаний найкращим нападником турніру. На чемпіонаті 1955 року забив найбільше голів (17). На чемпіонатах світу та Олімпійських іграх провів 62 матчі (57 закинутих шайб), а всього у складі збірної Чехословаччини — 127 матчів та 121 гол. Серед найкращих снайперів збірної займає шосте місце.

### Клуб хокейних снайперів
У Чехословаччині (а потім у Чехії) існує «Клуб хокейних снайперів», заснований газетою «Спорт». До нього зараховуються хокеїсти, які в чемпіонатах Чехословаччини та Чехії, а також у складах національних збірних цих країн закинули 250 шайб. Властіміл Бубник (421 гол) у цьому списку посідає 10 місце. Серед чехословацьких гравців 50-х років найкращий результат лише у Владіміра Забродського (7-е місце, 464 голи).

## Тренерська діяльність
В сезоні 1953/54 був граючим тренером «Руди гвезди». З 1971 року працював з молодіжною командою клубу. Двічі займав посаду головного тренера (сезони 1971/72, 1978/79). В 1975—1978 роках очолював словенський «Єсеніце». Команда двічі вигравала чемпіонат Югославії (1977, 1978).

## Нагороди та досягнення

### Командні
| Нагороди                     | Команда           | Кіл. | Роки                                                             |
| ---------------------------- | ----------------- | ---- | ---------------------------------------------------------------- |
| Олімпійські ігри             |                   |      |                                                                  |
| Бронза                       | Чехословаччина    | 1    | 1964                                                             |
| Чемпіонат світу              |                   |      |                                                                  |
| Срібло                       | Чехословаччина    | 1    | 1961                                                             |
| Бронза                       | Чехословаччина    | 3    | 1955, 1963, 1964                                                 |
| Чемпіонат Європи             |                   |      |                                                                  |
| Золото                       | Чехословаччина    | 1    | 1961                                                             |
| Срібло                       | Чехословаччина    | 3    | 1952, 1955, 1960                                                 |
| Бронза                       | Чехословаччина    | 4    | 1954, 1956, 1963, 1964                                           |
| Чемпіонат Європи з футболу   |                   |      |                                                                  |
| Бронза                       | Чехословаччина    | 1    | 1960                                                             |
| Кубок європейських чемпіонів |                   |      |                                                                  |
| Золото                       | ЗКЛ (Брно)        | 1    | 1966                                                             |
| Кубок Шпенглера              |                   |      |                                                                  |
| Золото                       | ЗКЛ (Брно)        | 1    | 1955                                                             |
| Чемпіонат Чехословаччини     |                   |      |                                                                  |
| Золото                       | ЗКЛ (Брно)        | 11   | 1955, 1956, 1957, 1958, 1960, 1961, 1962, 1963, 1964, 1965, 1966 |
| Срібло                       | ЗКЛ (Брно)        | 1    | 1954                                                             |
| Бронза                       | СК «Кралове Поле» | 1    | 1951                                                             |
| Бронза                       | ЗКЛ (Брно)        | 1    | 1959                                                             |
| Чемпіонат Югославії          |                   |      |                                                                  |
| Золото                       | «Єсеніце»         | 2    | 1977, 1978 (тренер)                                              |

### Особисті
| Нагороди                            | Кіл. | Роки |
| ----------------------------------- | ---- | ---- |
| Найкращий нападник чемпіонату світу | 1    | 1961 |
| Найкращий снайпер чемпіонату світу  | 1    | 1955 |
| Член зали слави ІІХФ                | -    | 1997 |